# KitchenAid
KitchenAid és una marca americana d'electrodomèstics propietat de Whirlpool Corporation. La companyia va ser fundada el 1919 per The Hobart Corporation per produir les batedores de peu; la "H-5" va ser el primer model introduït. L'empresa s'enfrontà a una dura competència com a rivals van entrar en aquest mercat emergent, i va presentar la seva silueta de marca registrada en la dècada de 1930 amb el model "K", el treball del dissenyador Egmont Arens.

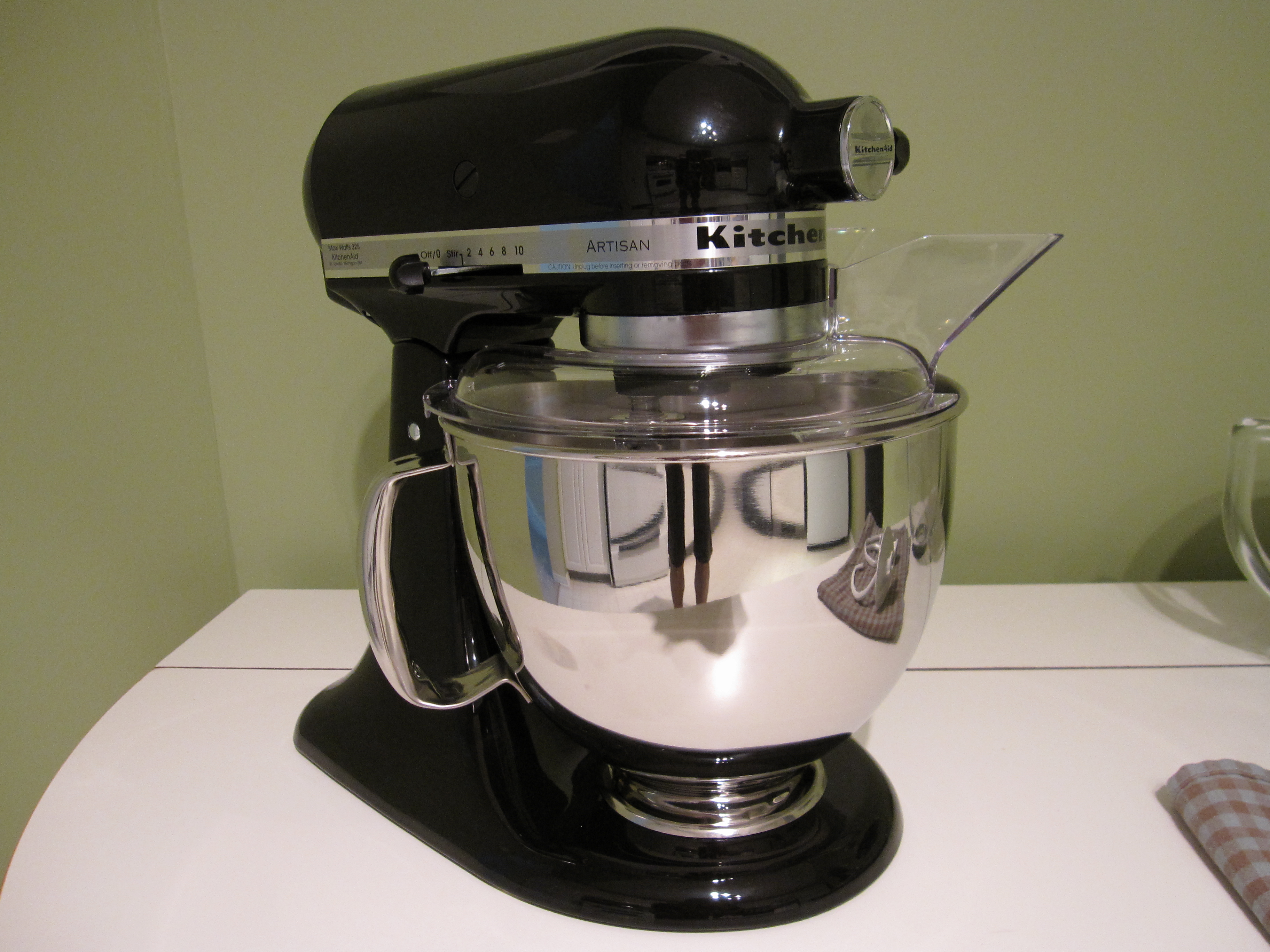
Una batedora KitchenAid negra

Les Batedores de peu de la marca han canviat poc en el disseny, ja que són compatibles amb les màquines modernes.
Els Rentaplats van ser la segona línia de productes a introduir, el 1949. Va ser a finals dels anys 80 arran d'una campanya promocional que l'empresa va doblar la seva presència al mercat en molt pocs anys.